# 2014 SY373
2014 SY373 est un objet transneptunien.

## Caractéristiques
2014 SY373 measure environ 150 km de diamètre.